# Patio de Banderas
El patio de Banderas es una plaza pública del barrio Santa Cruz de Sevilla, Andalucía, España. Se encuentra dentro de las murallas del Alcázar de Sevilla.

## Historia
Debe su nombre a un haz de banderas que estaban pintadas sobre la puerta de la muralla que da acceso al patio desde la plaza del Triunfo. Era rotulado como plaza Grande hasta que el plano del asistente Pablo de Olavide de 1771 lo rotuló como patio de Banderas, que era el nombre por el que se le conocía. En el interior del arco de entrada hay un retablo del último tercio del siglo XVII que en el centro alberga a la Virgen de la Inmaculada Concepción flanqueada por San Joaquín y Santa Ana. En los lados del retablo se encuentran San Pedro y San Fernando. En la parte superior está San José con el Niño Jesús en brazos.
En la década de 1970 se encontraron en el subsuelo restos arqueológicos de una basílica cristiana que pudiera ser del siglo IV, usada en la etapa romana y visigoda.
Los naranjos fueron plantados a mediados del siglo XIX. En 1928 se colocó una fuente central, realizada por José Díaz. El lugar era usado para los que llegaban en caballos, por lo que siempre tuvo un suelo terrizo. A principios del siglo XX se colocaron en los laterales aceras de adoquines y con suelo de albero en el centro. Desde aquí se accede al Apeadero del Alcázar.
El Apeadero fue realizado en el siglo XVII por Felipe III. Fue diseñado por el arquitecto Vermondo Resta y realizado por el albañil Pedro Martín, el carpintero Alonso Durán y el cantero Diego de Carballo en 1609. La portada, de estilo manierista, fue diseñada por Vermondo Resta y realizada Diego de Carballo en 1607. Felipe V situó aquí la Real Armería. Para ello, la sala fue reformada por Ignacio de Sala y Juan Vergel en 1729. En la portada se añadió un escudo real.
Los edificios de la acera oeste son más recientes, finalizándose algunos en la década de 1930.
El patio también tiene acceso por un pasaje de la calle Judería.
En el siglo XIX el pintor Joaquín Domínguez Bécquer (tío del escritor Gustado Adolfo y del pintor Valeriano Bécquer) tenía su taller de pintura en el Apeadero y vivía en una casa del patio de Banderas.
En un edificio, el número 8, se han encontrado restos del palacio del rey poeta Al-Mutamid.
En 2021 la Junta de Andalucía lo consideró como parte integrante del Alcázar.